# Fanning Ridge
Pour les articles homonymes, voir Fanning (homonymie).
Fanning Ridge est une crête rocheuse proéminente, longue de 9 km, parallèle à la côte sud de la Géorgie du Sud, entre Aspasia Point (en) et la rive ouest de la baie de Newark. 
Elle a été nommée par l'UK Antarctic Place-Names Committee, à la suite de sa cartographie par le South Georgia Survey (en) en 1951-1952, en hommage au capitaine Edmund Fanning, qui, à bord de l' Aspasia, a capturé 57 000 peaux d'otaries à fourrure en Géorgie du Sud en 1800-1801 et a publié le premier récit de chasse au phoque du lieu.